# Henri Labrouste

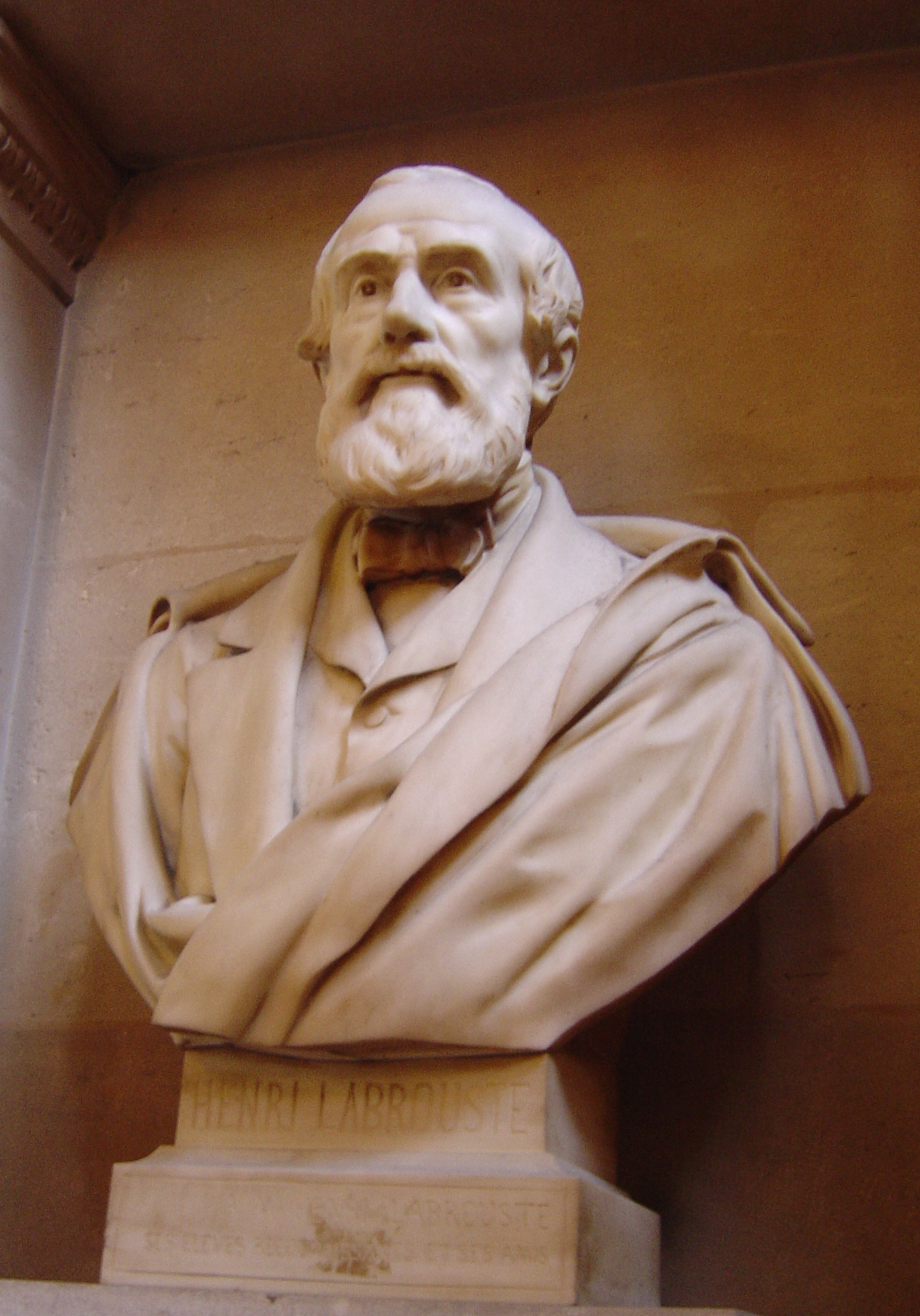
Büste von Henri Labrouste
in der Bibliothek Sainte-Geneviève

Henri Labrouste (* 11. Mai 1801 in Paris; † 26. Juni 1875 in Fontainebleau, Département Seine-et-Marne) war ein französischer Architekt und Pionier des Eisenbaus.

## Leben und Wirken

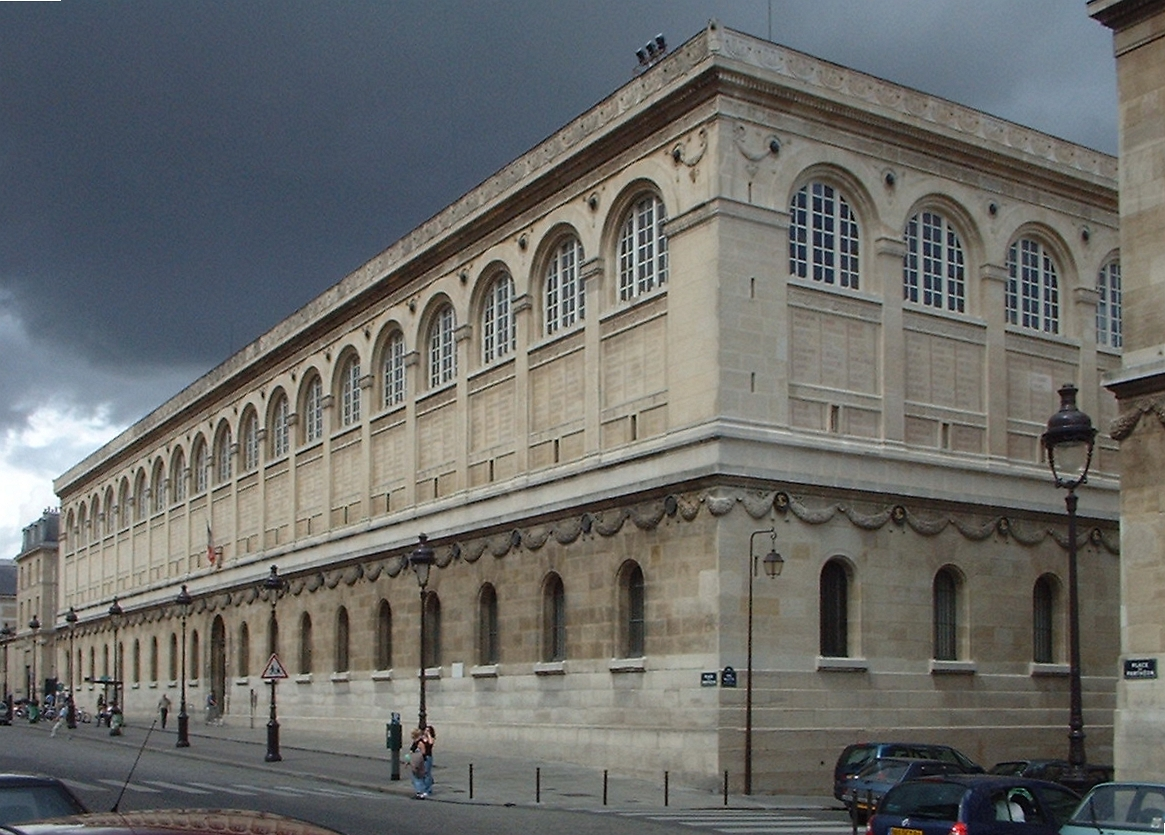
Die Bibliothek Sainte-Geneviève in Paris

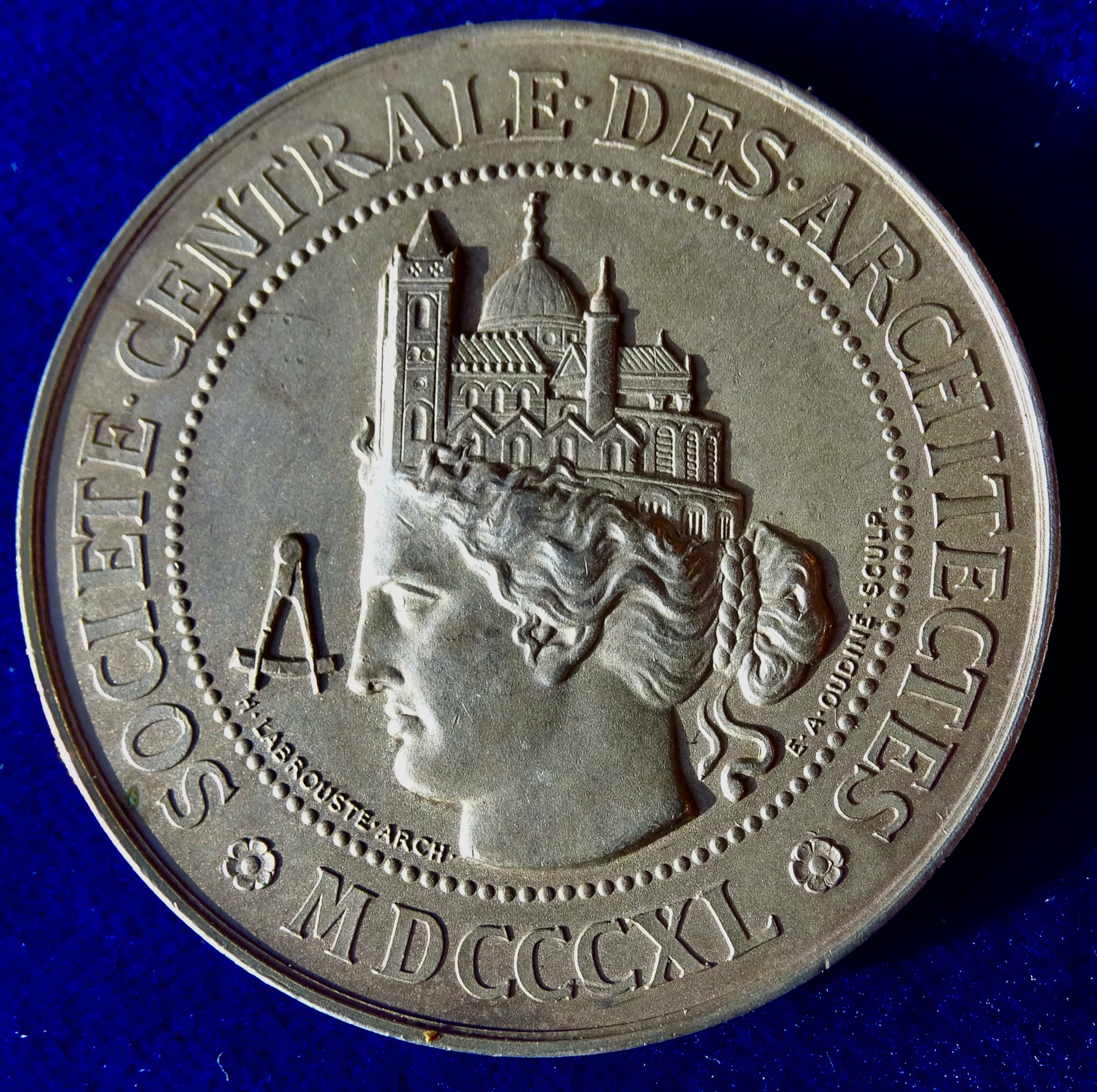
Labrouste entwarf Prämienmedaillen der Société Centrale des Architectes, hier die Vorderseite der Medaille von 1860

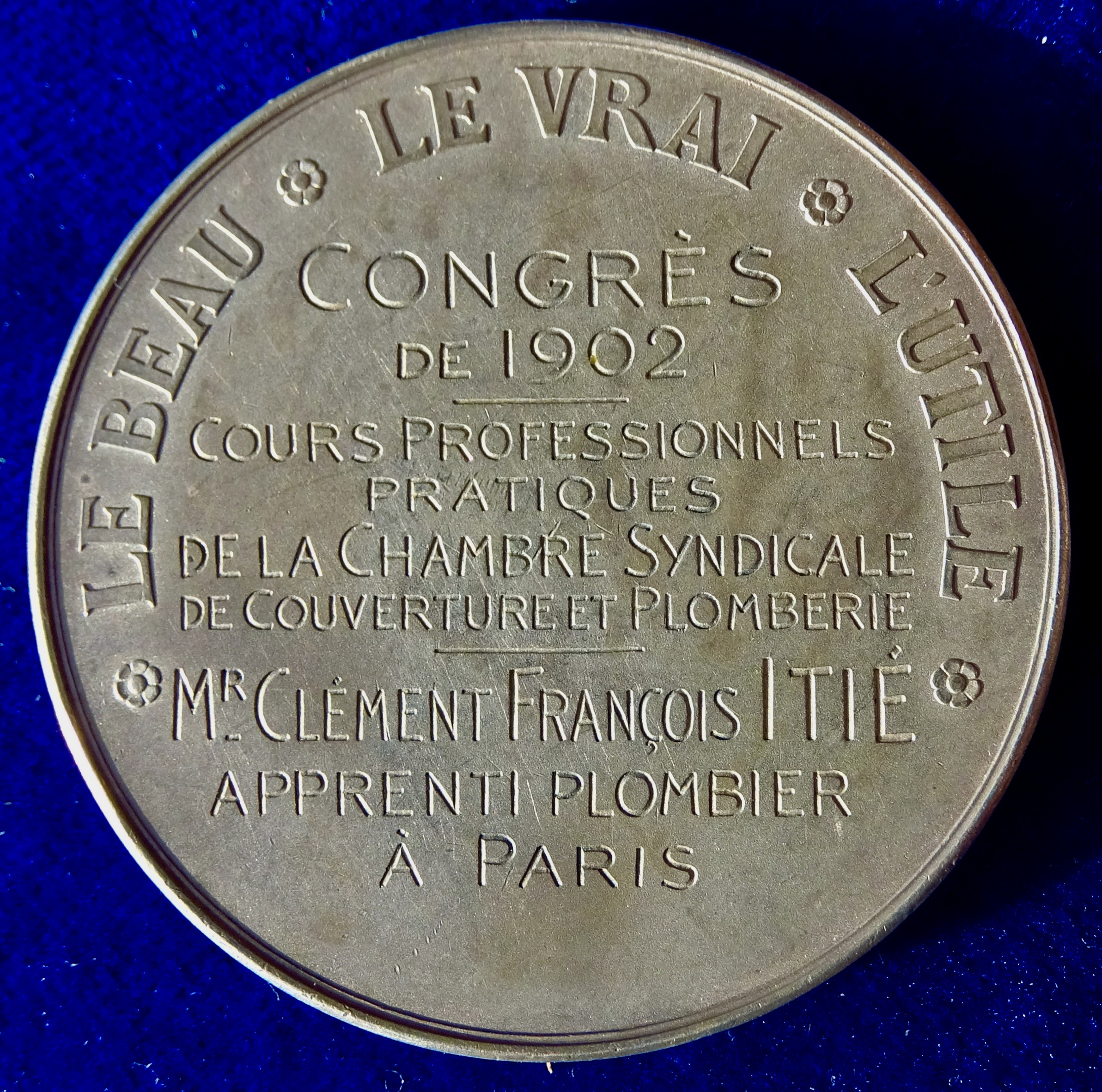
Die Rückseite dieser Medaille wurde für verschiedene Anlässe graviert, hier als Preis im Kongress der Dachdecker und Installateure von 1902 in Paris

Labrouste war das jüngste Kind des Politikers François-Marie Labrouste (1762–1835), einem Mitglied des Rats der Fünfhundert und dessen Ehefrau Anne-Dominique Gourg (1764–1851). Seine Geschwister waren Étienne (1792–1858), Alexandre (1796–1866), Marie-Anne (1797–1885) und Théodore (1799–1885).
1819 kam Labrouste in das Atelier von Antoine Vaudoyer (1756–1846), später wechselte er zu Louis-Hippolyte Lebas (1782–1867). Mit der Unterstützung seiner Lehrer konnte er dann auch an der École des Beaux-Arts (EBA) und an der Académie royale de peinture et de sculpture studieren. Anlässlich der jährlich stattfindenden Ausstellung wurde Labrouste 1824 mit dem großen Preis für Architektur ausgezeichnet. Verbunden damit war ein Stipendium zum Studienaufenthalt an der Académie de France à Rome (Villa Medici).
Im November 1824 reiste Labrouste nach Rom und wurde dort vom Direktor Pierre Narcisse Guérin betreut. Bereits auf seiner Hinreise besuchte Labrouste mehrere italienische Städte, um ebenfalls deren Architektur zu studieren. Eine seiner wichtigsten Veröffentlichungen aus dieser Zeit waren seine Zeichnungen des Poseidontempels zu Paestum. 1830 kehrte er wieder nach Paris zurück und konnte zum 1. August desselben Jahres ein eigenes Atelier eröffnen.
Labrouste heiratete Marie-Joséphine Dassys (1804–1898) und hatte mit ihr fünf Kinder: Anne Marie (1838–1925), Charles François (1840–1841), François Émile (1843–?), Pierre Francois (1846–1907) und Laure (1848–1938).
1829 wurde er Inspektor der Arbeiten am Palais des Beaux-Arts in Paris. Am 28. Juli 1835 wurde Labrouste am Boulevard du Temple sehr schwer verletzt. Er war einer der Opfer von Joseph Fieschi, der dort ein Attentat auf König Louis-Philippe I. verübt hatte.
Nach seiner Genesung und einigen kleineren Aufträgen schuf Labrouste 1837 ein Krankenhaus in Lausanne und zwischen 1843 und 1850 Bibliothek Sainte-Geneviève in Paris. Ab 1862 (Fertigstellung 1868) kreierte er den Bau der Nationalbibliothek, dessen Innenkonstruktion lange für viel ähnliche Gebäude zum maßgeblichen Vorbild wurde.
Am 23. November 1867 berief die Académie des Beaux-Arts Labrouste zum Nachfolger von Jakob Ignaz Hittorffs, der am 25. März desselben Jahres verstorben war.

## Rezeption
Im Gegensatz zu anderen Architekten seiner Zeit wie etwa Gottfried Semper, welche die sichtbare Verwendung des neuen Werkstoffes Eisen weitgehend ablehnten oder nur in „minderen“ Bauten wie Industriegebäuden oder Bahnhofshallen für angebracht hielten, zeigt Labrouste in seinen beiden Pariser Bibliotheksbauten unverhüllte Eisenarchitekturen.

## Ehrungen
- 1824 Prix de Rome der Académie royale
- 19. Januar 1842 Ritter der Ehrenlegion
- 22. Januar 1852 Offizier der Ehrenlegion
- Die Rue Labrouste in Paris (5. Arrondissement) wurde ihm zu Ehren benannt.

## Schüler (Auswahl)
| - André Berthier (1811–1873) - Félix Duban (1797–1870) | - Louis Rossy (1817–1890) - Eugène Viollet-le-Duc (1814–1879) | - Léon Vaudoyer (1803–1872) - Léon-Eugène Méhédin (1828–1905) |

## Werke (Auswahl)
- 1843–1850 Bibliothek Sainte-Geneviève, Paris
- 1860 Villa Thouret, 68 Boulevard Bourdon, Neuilly-sur-Seine
- 1862–1868 Lesesäle im Altbau der französischen Nationalbibliothek in der Rue de Richelieu, Paris

## Schriften (Auswahl)
- Notes recueillies et classées. Paris 1928.
- L’analyse des séismogrammes (Mémorial des sciences physiques; Bd. 26). Gauthier-Villars, Paris 1934.